# لاك باتونغا (كيبك)
لاك باتونغا (بالإنجليزية: Lac-Pythonga, Quebec)‏ هي منطقة غير المنظمة في كيبيك تقع في كندا في La Vallée-de-la-Gatineau Regional County Municipality. يقدر عدد سكانها بـ 0 نسمة ومساحتها 5,934.70 كم2 .